# アマランタの4つの歌
アマランタの4つの歌（伊：Quattro Canzoni d'Amaranta）は、フランチェスコ・パオロ・トスティが作曲した歌曲集である。
作詞はすべてガブリエーレ・ダンヌンツィオによるものである。アマランタとは不凋花とも呼ばれており、伝説上の花のことである。

## 構成
1. 「私をひとりにしてくれ!息をつかせてくれ」（Lasciami! Lascia ch'io respiri，lascia）
2. 「夜明けは光から暗闇を分かち」（L'alba sepàra dalla luce l'ombra）
3. 「むなしく祈り」（In van preghi）
4. 「賢者の言葉は何を語っているのか?」（Che dici，o parola del Saggio）